# Matthias Puschl
Matthias Puschl (* 9. Juni 1996 in Graz) ist ein ehemaliger österreichischer Fußballspieler und nunmehriger -trainer.

## Karriere

### Als Spieler
Puschl begann seine Karriere beim USV Pircha. 2008 wechselte er in die Jugend des SC Gleisdorf 1919, der nach einer Fusion 2009 in FC Gleisdorf 09 umbenannt wurde. 2012 kam er in die AKA Burgenland, in der er bis 2013 spielte.
Ab 2013 kam er für seinen Stammklub SV Oberwart zum Einsatz. Im Mai 2013 debütierte er für Oberwart in der Regionalliga, als er am 27. Spieltag der Saison 2012/13 gegen den 1. Simmeringer SC in der 75. Minute für Thomas Herrklotz eingewechselt wurde. Im Oktober 2013 erzielte Puschl bei einem 1:1-Remis gegen die Amateure des SK Rapid Wien seinen ersten Treffer für den Verein. 2014 musste er mit Oberwart aus der Regionalliga absteigen.
Im Jänner 2015 wechselte er zum TSV Hartberg, bei dem er allerdings nur für die Zweitmannschaft in der fünftklassigen Oberliga eingesetzt wurde. Zur Saison 2016/17 kehrte er zu seinem Jugendklub FC Gleisdorf 09 zurück. In seinen zwei Jahren bei Gleisdorf absolvierte er 43 Spiele in der Regionalliga und erzielte dabei neun Tore.
Zur Saison 2018/19 schloss er sich dem Zweitligisten Kapfenberger SV an. Sein Debüt in der 2. Liga gab er im Juli 2018, als er am ersten Spieltag jener Saison gegen die Zweitmannschaft des FK Austria Wien in der Startelf stand. In jenem Spiel, das Kapfenberg mit 3:0 gewann, erzielte Puschl zwei Tore.
Zur Saison 2019/20 wechselte er zum Bundesligisten SCR Altach, bei dem er einen bis Juni 2021 laufenden Vertrag erhielt. Nach drei Einsätzen in der Bundesliga für Altach löste er seinen Vertrag im Jänner 2020 auf und wechselte zum Zweitligisten SV Lafnitz. In eineinhalb Jahren in Lafnitz kam er zu 21 Zweitligaeinsätzen. Nach der Saison 2020/21 verließ er den Verein und kehrte nach Kapfenberg zurück, wo er einen bis Juni 2022 laufenden Vertrag erhielt. In Kapfenberg kam er in dreieinhalb Jahren zu 90 Einsätzen, in denen er zwölf Tore erzielte.

### Als Trainer
Nachdem er bereits 2015/16 die Lizenz als Kindertrainer erhalten hatte, erhielt er 2020/21 die Lizenz als Jugendtrainer und wurde im September 2020 Co-Trainer der U-16-Mannschaft des SV Lafnitz. Nach seinem Wechsel nach Kapfenberg wurde er dort zur Saison 2021/22 Co-Trainer der vierten Mannschaft. Neben seiner aktiven Tätigkeit als Profi übernahm er zur Saison 2023/24 die U-18-Mannschaft im neu geschaffenen NWZ als Trainer.
Im Mai 2024 wurde Puschl als Nachfolger für Abdulah Ibraković interimistisch Cheftrainer der Profis. Unter seiner Führung holte das Team aus den letzten fünf Saisonspiele sechs Punkte und beendete die Spielzeit als Zwölfter. Zur Saison 2024/25 wurde er von Ismail Atalan abgelöst und wurde wieder Spieler.
Im Jänner 2025 beendete Puschl seine Karriere als Aktiver und wurde Cheftrainer der fünftklassigen Amateure der KSV.